# Вировский сельский совет (Белопольский район)
Вировский сельский совет (укр. Вирівська сільська рада) — входит в состав Белопольского района Сумской области Украины.
Административный центр сельского совета — село Виры.

## Населённые пункты совета
- Виры
- Барыло
- Беланы
- Головачи
- Кравченково